# 파리넬리

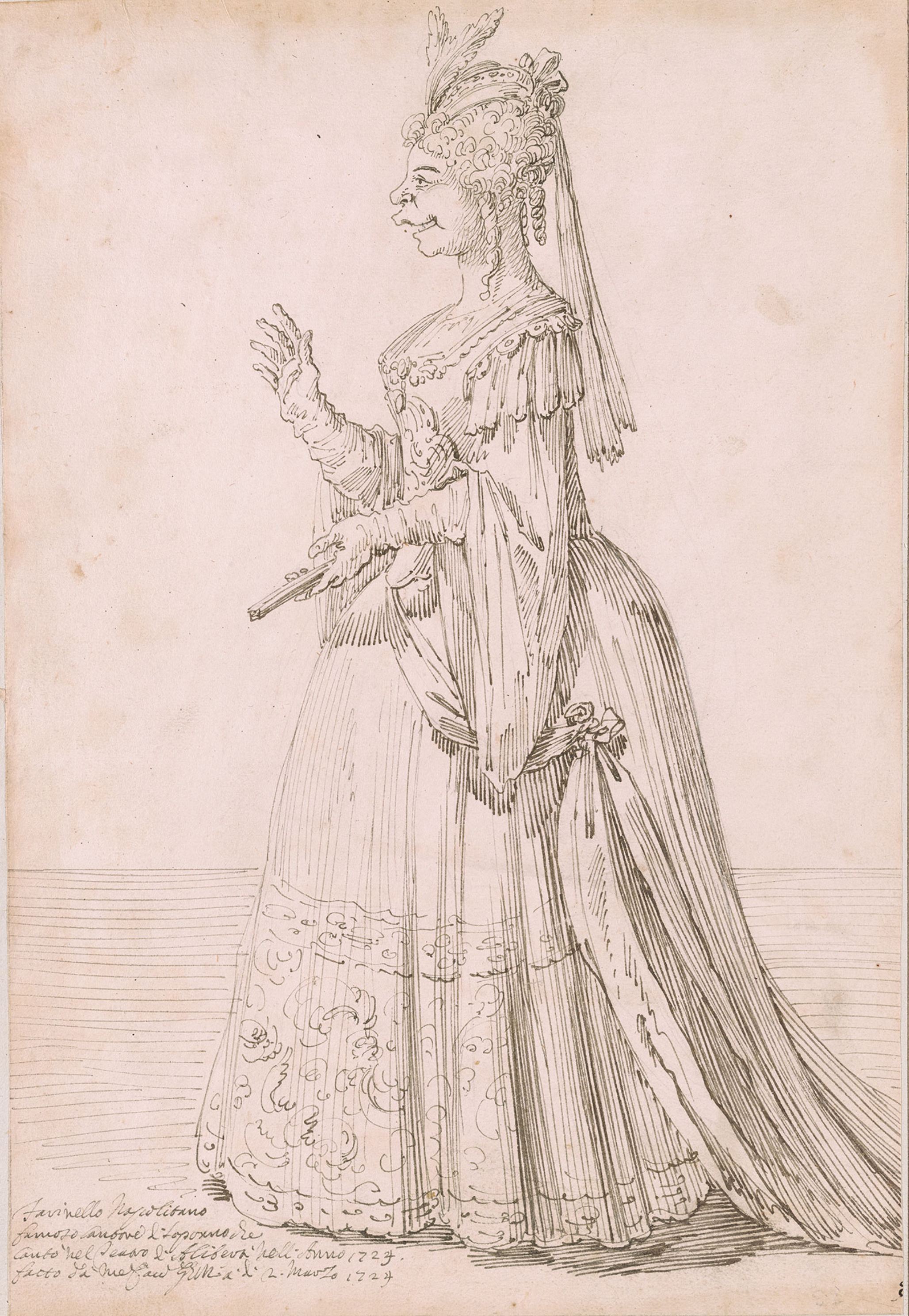
여장한 파리넬리의 캐리커처

파리넬리(이탈리아어: Farinelli, 1705년 1월 24일 ~ 1782년 9월 16일)는 18세기에 유명했던 이탈리아의 카스트라토혹은 소프라니스트이다.

## 생애

### 어린 시절
원래 파리넬리의 본명은 카를로 브로스키(이탈리아어: Carlo Maria Michelangelo Nicola Broschi)이다. 1705년 이탈리아의 나폴리 왕국 풀리아주 안드리아에서 작곡가 살바토레 브로스키(이탈리아어: Salvatore Broschi, 1676~1717)와 나폴리 사람이었던 카테리나 베레세 사이에서 2남 중 막내로 태어났다. 그의 형 리카르도 브로스키(이탈리아어: Riccardo Broschi, 1698~1756)도 아버지를 따라 작곡가가 되었다. 그가 12살 때 아버지에 의해 거세당했으며, 당시 유명한 작곡가였던 니콜라 포르포라의 제자가 된다. 그 후 놀라운 속도로 그의 노래 실력이 향상되었으며 이때 메타스타시오를 만나게 된다. 그 후 메타스타시오와 파리넬리는 오랫동안 친분을 유지했으며, 그의 예명 '파리넬리'는 그의 후원자였던 '파리나' 형제의 성을 본따 만들었다고 한다.

### 유럽으로 진출하다
1724년 파리넬리는 빈에서 첫 공연을 하게 된다. 그 후 나폴리 등 여러 곳을 다녔으며, 1726년 파르마와 밀라노를 방문했을 때 플루티스트이자 작곡가였던 요한 요아힘 크반츠도 그에 대해 호의를 표했다. 그의 목소리는 아름답고 힘이 있었으며, 풍부한 기교와 유연한 장식음 등으로 많은 찬사를 얻었다고 한다.

### 파리넬리와런던
1734년 포르포라와 같이 런던으로 왔던 파리넬리는 영국 런던에서 카스트라토 인 세네지노를 만나게 된다. 세네지노는 헨델과 공연을 하고 있었으며 자연스럽게 둘은 라이벌이 될 수밖에 없었다. 헨델과 파리넬리의 사이는 서로 좋지 않았다고 하며, 헨델은 파리넬리를 '노래하는 기계'라고 혹평을 했을 정도였다고 한다. 파리넬리는 형 리카르도와 작곡가 요한 아돌프 하세와 같이 공연을 하였으며 어떤 부인이 파리넬리에게
| “ | "One God!, One Farinelli!" | ” |

란 말을 했다고 전해진다. 물론 세네지노와 적대적인 관계는 아니었다. 하세의 오페라 〈이탈리아어: Artaserse 아르타세르세[*]〉에서 같이 공연을 했을 정도였으니까 말이다.

### 스페인에서의 파리넬리 그리고 죽음
1737년 스페인의 펠리페 5세의 부인 엘리자베타에 의해 초청을 받는다. 엘리자베타는 펠리페 5세의 우울증 치료를 부탁하였으며 파리넬리는 펠리페 5세를 위해 노래를 불러 주었다. 그는 10년 동안 4곡의 노래를 반복하여 불렀으며 펠리페 5세는 그의 노래를 듣고 우울증에서 벗어날 수 있었다. 1759년까지 스페인에 머물면서, 흥행사로서 권력을 행사했으며, 공적인 활동도 활발히 했다.
카를로스 3세와의 정치적인 견해 차이로 궁정의 직위를 잃었지만 이미 부를 축적했기 때문에 이탈리아에서 여생을 평온하게 보냈다. 은퇴 후에도 수많은 음악가들이 찾아왔으며 모차르트, 글루크 등이 찾아왔다고 한다. 그는 은퇴 후에 시를 짓거나 그림을 그렸으며 가끔은 자신의 화려했던 전성기의 모습을 회상하고는 했다. 1782년 그는 죽기 전에 자신의 재산을 가난한 사람들에게 골고루 나누어 주었다고 한다.
그는 당시 로마 교황령 볼로냐에 묻혔으나 나폴레옹 1세에 의해 무덤이 훼손되었다가 최근에 그의 유골이 발견되었다고 하며, 그가 남긴 수많은 편지들은 볼로냐 대학 도서관에 보관되어 있다.

## 평가
파리넬리는 18세기를 풍미했던 카스트라토였다. 풍부한 성량과 기교로 사람들의 존경을 한몸에 받았지만 그의 연기력은 풍부한 성량에 걸맞지 않게 좋지 않았다고 하며, 화려한 무대 의상과 장식으로 인해 세간의 비판을 받기도 했다.

## 영화화
1994년 영화 파리넬리가 제작되어 1995년 4월 8일 개봉을 한다. 보통 《Farinelli - Il Castrato》 라는 제목으로 쓰였으며, 이탈리아판으로는 《Farinelli - voce regina》 라는 제목으로 개봉이 되었다. 감독은 제라르 코르비오이며, 주인공 파리넬리 역은 스테파노 디오니시가 맡았고, 형 리카르도 브로스키는 엔리코 로 베르소가 맡아 열연을 했다. 영화 '파리넬리'는 1995년 골든 글로브 시상식에서 최고의 외국어영화상을 수상했으며 아카데미 시상식에도 외국어영화상에 노미네이트되기도 했다.